# 达克钦沙赫巴兹布尔地区
达克钦沙赫巴兹布尔地区（锡尔赫特话：ꠖꠇ꠆ꠇꠤꠘ ꠡꠣꠢꠛꠣꠏꠙꠥꠞ）是孟加拉国錫爾赫特專區毛爾維巴扎爾縣巴爾勒卡烏帕齊拉下轄的一个地区。达克钦沙赫巴兹布尔地区面積40.46平方英里，人口26840人。
2019年8月，印度邊境安全部隊開槍打死了南沙赫巴兹布尔地区居民阿卜杜勒·夏庫爾·伊本·穆拉奇卜·阿里（Abdus Shakur ibn Muraqib Ali）。